# 渡辺真理のDreamin' Night
渡辺真理のDreamin' Night（わたなべまりのどりーみんないと）はニッポン放送で、2005年4月3日から2006年9月30日にかけて放送されていたラジオ番組。パーソナリティは渡辺真理。

## 概要
2004年10月～2005年3月まで、同内容で、垣花正のDreamin' Night（パーソナリティはニッポン放送アナウンサーの垣花正）が放送されていた。
放送内容は、毎週様々な分野で活躍しているゲストを迎えて、それぞれの生き方・夢の実現に至った道のりなどを紹介。また、毎月1回、ニッポン放送のイマジンスタジオにゲストを迎えて、公開録音を行っている。なお、放送開始時のタイトルコールの後、渡辺本人からのあいさつはなく、すぐゲストの紹介に移るほか、CM明けのジングルでもタイトルコールがなく、開始同時にトークが始まる（再開する）。

## パーソナリティ
- 渡辺真理（フリーアナウンサー）

## 放送時間
- 2005年04月～2005年09月　毎週日曜　22:30-23:00
- 2005年10月～2006年09月　毎週土曜　21:30-22:00